# جيم كولينز
جيم كولينز (بالإنجليزية: Jim Collins)‏ (7 نوفمبر 1923 في المملكة المتحدة - 1 يناير 1996) هو لاعب كرة قدم بريطاني (وحمل سابقاً جنسية المملكة المتحدة لبريطانيا العظمى وأيرلندا) في مركز مهاجم داخلي. لعب مع نادي تشستر سيتي ونادي بارو وWinsford United F.C. ‏.